# Близкий друг (фильм)
«Близкий друг» (англ. Longtime Companion) — американский фильм режиссёра Нормана Рене.

## Сюжет
В фильме дана хроника жизни нескольких геев и женщины — друга одного из них. Действие начинается в те дни, когда учёные выявили связь между саркомой Капоши и новым заболеванием, предположительно формой рака, ставшим известным впоследствии как СПИД (лето 1981). Далее мы видим сцены из нескольких последующих лет, вплоть до конца 80-х годов.
Один из главных персонажей, гей аристократического происхождения Дэвид (Брюс Дэвисон) умирает от «чумы XX века» в мае 1987 года.
Фильм «Близкий друг» — одна из первых попыток показать средствами кинематографа драму заболевших СПИДом гомосексуалов.

## В ролях
- Патрик Кэссиди — Говард
- Брюс Дэвисон — Дэвид
- Кэмпбелл Скотт — Уилли
- Мэри-Луиз Паркер — Лиза
- Джон Доссетт— Пол
- Стивен Каффри[англ.] — Фадзи
- Таня Березин — офис-менеджер
- Уэкер Уайт[англ.] — Пошел
- Дермот Малруни — Джон
- Майкл Пионтек

## Призы и номинации
Фильм номинировался на следующие премии и получил награды:
- Номинация на Оскар в категории «лучшая мужская роль второго плана» (Брюс Дэвисон), 1991 год
- GLAAD Media Awards в категории «выдающийся фильм», 1990 год
- Кинофестиваль Санденс, приз зрительских симпатий (Норман Рене), 1990 год
- Премия Национального общества кинокритиков в категории «лучший актёр второго плана» (Брюс Дэвисон), 1990 год
- Золотой глобус в категории «лучшая роль второго плана в кинофильме» (Брюс Дэвисон), 1991 год
- Премия «Независимый дух» в категории «лучший актёр» (Брюс Дэвисон), 1991 год

## Критика
Фильм имеет 100 % «свежего» рейтинга на сайте Rotten Tomatoes со средним баллом 7,7 из десяти возможных, шестнадцать рецензентов выдали фильму свежий помидор.